# Menace on the Mountain
Menace on the Mountain es un telefilme estadounidense de historia, bélico y familiar de 1970, dirigido por Vincent McEveety, escrito por Robert Heverly, musicalizado por Buddy Baker, en la fotografía estuvo William E. Snyder y los protagonistas son Pat Crowley, Albert Salmi y Charles Aidman, entre otros. Este largometraje fue realizado por Walt Disney Productions y se estrenó el 1 de marzo de 1970.

## Sinopsis
Trata acerca de un padre que junto a su hijo pretenden resguardar su granja sureña de los desertores durante la Guerra de Secesión.